# Danh sách hồ lớn tại Ethiopia

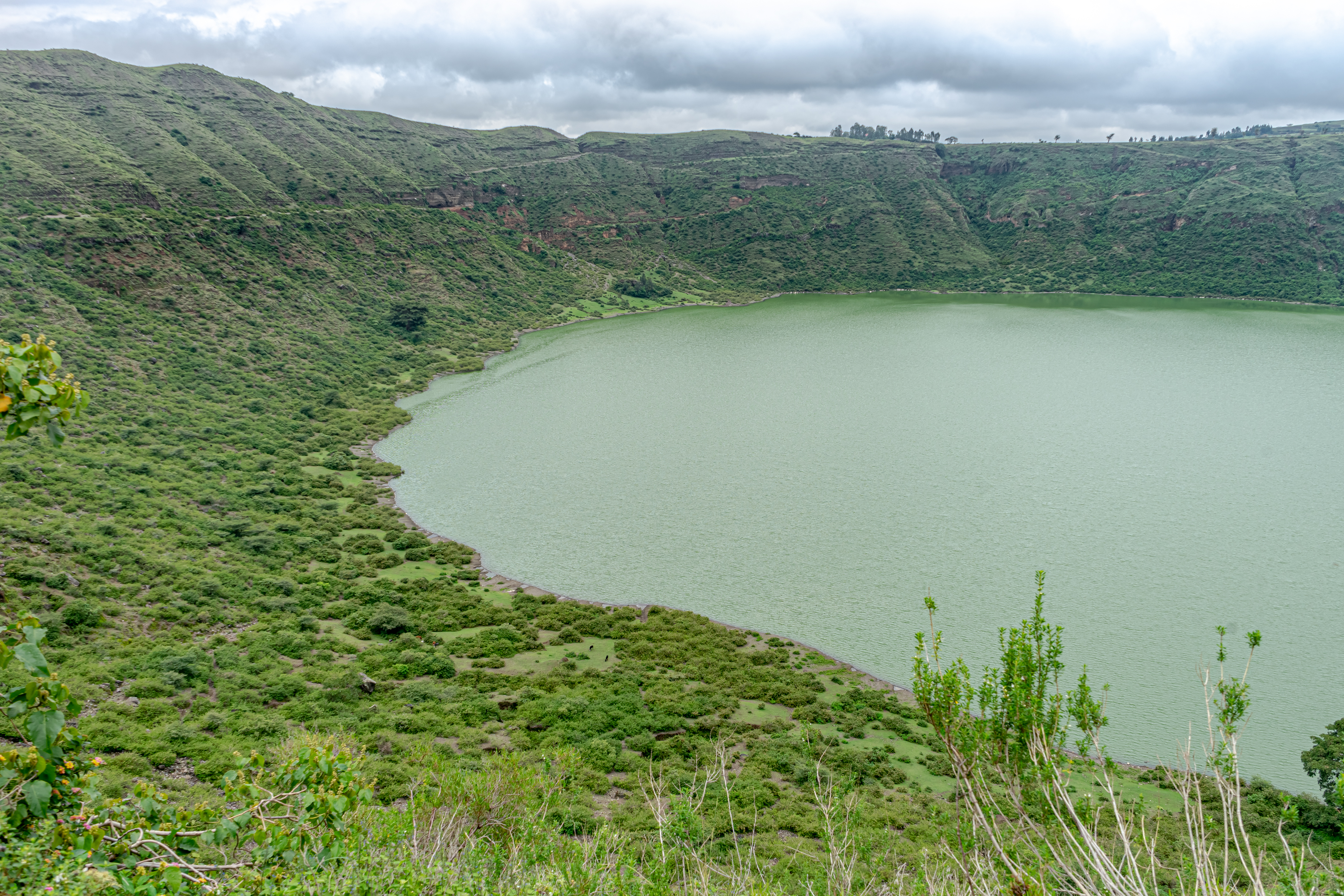
Hồ miệng núi lửa Bishoftu

Các hồ trên lãnh thổ Ethiopia có vị trí liên quan chặt chẽ với địa hình, được chia làm ba vùng địa lý chính: cao nguyên, thung lũng tách giãn và vùng đất thấp (thường là đồng bằng rộng không có hồ).
Nhiều hồ ở Ethiopia do thung lũng tách giãn tạo thành, như các chuỗi hồ Abijata nhận một phần nước từ hồ Zway và Langano, hồ Shala nhận nước từ hồ Abijatta và Langano, hồ Gummare nhận nước từ sông Awash và các đầm lầy, hồ Hayk từ Ardibo, Chamo từ Abaya, Awasa từ hồ Oa. Thông thường, không có dòng nước vào hồ trên bề mặt mà theo mạch nước ngầm thông qua hệ thống đứt gãy địa tầng phức tạp. Các hồ lớn trong đới tách giãn thuộc những lưu vực thủy văn theo hướng Bắc-Nam: (1) Lưu vực Danakil (hồ Assale và Afrera), (2) Lưu vực sông Awash (hồ Gummare, Afambo, Abbe và Basaka), (3) Lưu vực Zway-Shala hoặc ZSB (Zway, Abijatta, Langano và Shala), (4) Lưu vực hồ Awasa, (5) Lưu vực Abaya-Chamo, (6) Lưu vực hồ Chew Bahir và sông Omo (hồ Turkana). Các lưu vực Zway-Shala, Awasa, Abaya-Chamo cũng kết hợp thành hệ thống thủy văn Đới tách giãn Ethiopia chính (Main Ethiopian Rift -MER), một số tác giả còn ghép cả Chew-Bahir và thậm chí cả hồ Turkana vào đó. Các hồ miệng núi lửa nhỏ trong thung lũng tách giãn thường lưu vực thoát nước nhỏ và sườn dốc.
Vùng cao nguyên phía bắc có hồ Tana là đầu nguồn của sông Nin Xanh với diện tích lớn nhất, nằm gọn trong lãnh thổ Ethiopia. Ngoài ra còn có các hồ miệng núi lửa nhỏ như Zengena. Nhiều hồ nằm trên vùng cao nguyên phía đông trong dãy núi Balé ở lưu vực Đông Ethiopia tập trung những con sông đổ vào Ấn Độ Dương.

## Danh sách hồ lớn hơn 10 km²
Dưới đây là 25 hồ ở Ethiopia có diện tích bề mặt lớn hơn 10 km² được sắp xếp theo tên thứ tự chữ cái Latinh. Diện tích có thể thay đổi tùy theo mùa và theo năm. Ảnh vệ tinh chỉ mang tính minh họa và có tỷ lệ xích khác nhau. Kích thước hồ được ước tính từ diện tích mặt nước.
| Tên                                             | Ảnh vệ tinh                      | Diện tích mặt nước (km²) | Lưu vực                                                                               | Sông chảy vào                                                          | Đảo                                                               | Vùng hành chính                                                                     | Tọa độ                                          | Ghi chú |
| ----------------------------------------------- | -------------------------------- | ------------------------ | ------------------------------------------------------------------------------------- | ---------------------------------------------------------------------- | ----------------------------------------------------------------- | ----------------------------------------------------------------------------------- | ----------------------------------------------- | --- |
| Abaya tiếng Amhara: አባያ                         |                                  | 1162                     | Abaya-Chamo                                                                           | Bilate, Gidabo, Galena                                                 | Aruro, Gidicho, Welege, Galmaka, Alkali                           | Oromia và Các dân tộc Phương Nam                                                    | 6°14′10″B 37°49′55″Đ / 6,236°B 37,832°Đ         | Thông với hồ Chamo                                                                                         |
| Abbe tiếng Amhara: አቤ                           |                                  | 320                      | Lòng chảo nội lục                                                                     | Awash, Oleldere, Abuna Merekes                                         |                                                                   | Afar (Ethiopia) Dikhil (Djibouti)                                                   | 11°10′00″B 41°47′00″Đ / 11,1667°B 41,7833°Đ     | Thông với hồ Gummare ở phía bắc                                                                            |
| Abijata tiếng Amhara: አሲያታ                      |                                  | 205 hoặc 180             | Zway-Shala                                                                            | Balbula, Hora-Kilole                                                   |                                                                   | Oromia                                                                              | 7°37′00″B 38°36′00″Đ / 7,6167°B 38,6°Đ          | [ 6 ] [ 14 ]                                                                                               |
| Adobed tiếng Amhara: አዶቤድ                       |                                  | 24                       | Awash → Abbe                                                                          | Awash                                                                  |                                                                   | Afar                                                                                | 11°22′00″B 41°36′00″Đ / 11,3667°B 41,6°Đ        | [ 10 ] [ 15 ]                                                                                              |
| Afambo tiếng Amhara: አፈዎቦ                       |                                  | 30                       | Awash → Abbe                                                                          | Awash                                                                  |                                                                   | Afar                                                                                | 11°25′19″B 41°40′21″Đ / 11,421944°B 41,6725°Đ   | Thông với hồ Gummare                                                                                       |
| Afrera tiếng Amhara: አፍሬራ                       |                                  | 70 hoặc 125              | Lòng chảo nội lục                                                                     |                                                                        | Franchetti                                                        | Afar                                                                                | 13°17′00″B 40°55′00″Đ / 13,283333°B 40,916667°Đ | [ 16 ] [ 17 ] [ 18 ]                                                                                       |
| Ardibo tiếng Amhara: አርዲቦ                       |                                  | 15,8 hoặc 21             | Ankerka → Hayk ở lưu vực sông Awash → Abbe                                            |                                                                        |                                                                   | Amhara                                                                              | 11°14′24″B 39°45′50″Đ / 11,24°B 39,764°Đ        | [ 10 ] [ 19 ] [ 20 ]                                                                                       |
| Ashenge tiếng Amhara: አቨንጌ                      | (Ảnh lỗi phần vệt vàng quét qua) | 15,4 hoặc 25             | Lòng chảo nội lục                                                                     |                                                                        |                                                                   | Tigray                                                                              | 12°34′50″B 39°30′00″Đ / 12,580556°B 39,5°Đ      | [ 16 ] [ 22 ]                                                                                              |
| Assale tiếng Amhara: ሊሳሌ                        |                                  | 70                       | Lòng chảo nội lục                                                                     |                                                                        |                                                                   | Afar                                                                                | 14°01′00″B 40°25′00″Đ / 14,016667°B 40,416667°Đ | [ 23 ] |
| Awasa tiếng Amhara: አዋሳ                         |                                  | 100, 93 hoặc 91          | Lòng chảo nội lục                                                                     | Tikur-Ueha                                                             |                                                                   | Oromia và Các dân tộc Phương Nam                                                    | 7°03′00″B 38°26′00″Đ / 7,05°B 38,4333°Đ         | Một phần nhiều nước đến từ hồ Oa (Cheleleka) nay biến thành đầm lầy. Có thể thông ngầm với các hồ lân cận. |
| Bakili tiếng Amhara: ባኪሊ                        |                                  | 30                       | Lòng chảo nội lục                                                                     |                                                                        |                                                                   | Afar                                                                                | 13°57′01″B 40°29′59″Đ / 13,950278°B 40,499722°Đ | [ 16 ] [ 18 ]                                                                                              |
| Basaka tiếng Amhara: በሰቃ                        |                                  | 46,7 hoặc 40             | Awash → Abbe                                                                          | Awash                                                                  |                                                                   | Oromia                                                                              | 8°52′00″B 39°52′00″Đ / 8,866667°B 39,866667°Đ   | Trước khi có kênh đào thì không có dòng chảy mặt từ Awash vào                                              |
| Boyo tiếng Amhara: ቦዮ                           |                                  | 130                      | Fofo → Bilate → Abaya, lưu vực Abaya-Chamo                                            | Guder                                                                  |                                                                   | Các dân tộc Phương Nam                                                              | 7°29′04″B 38°02′45″Đ / 7,484384°B 38,045931°Đ   | Nằm gọn trong vùng đầm lầy Boyo                                                                            |
| Chamo tiếng Amhara: ጫሞ                          |                                  | 551                      | Không có dòng chảy mặt, hoặc có nguồn nói Sagan → Haro-Shet → Segen-Wanz → Chew Bahir | Gaio                                                                   | Ganjula, Dano                                                     | Các dân tộc Phương Nam                                                              | 5°50′00″B 37°33′00″Đ / 5,833333°B 37,55°Đ       | Thông với hồ Abaya và có thể với sông Sagan, mang nước đến hồ Chew Bahir.                                  |
| Chew Bahir (Biển Mặn) tiếng Amhara: ጨው ባሕር      |                                  | 308                      | Lòng chảo nội lục                                                                     | Sagan                                                                  |                                                                   | Oromia và Các dân tộc Phương Nam ở Ethiopia, hạt Marsabit ở Kenya.                  | 4°41′12″B 36°51′06″Đ / 4,686667°B 36,851667°Đ   | [ 31 ] [ 33 ]                                                                                              |
| Gummare tiếng Amhara: ጉምማሬ                      |                                  | 70                       | Awash → Abbe                                                                          | Awash, Gumara                                                          |                                                                   | Afar                                                                                | 11°32′00″B 41°40′00″Đ / 11,5333°B 41,6667°Đ     | Hồ và các đầm lầy liên quan thông với những hồ xa hơn về phía nam là Abbe và Afambo.                       |
| Hayk tiếng Amhara: ሐይቅ                          |                                  | 22,8 hoặc 35             | Awash → Abbe                                                                          | Ankerka                                                                |                                                                   | Amhara                                                                              | 11°19′59″B 39°43′01″Đ / 11,333°B 39,717°Đ       | Diện tích không có dòng chảy mặt ở lưu vực sông Awash                                                      |
| Heritale tiếng Amhara: ሄርታሌ                     |                                  | 11                       | Awash → Abbe                                                                          | Awash                                                                  |                                                                   | Afar                                                                                | 9°54′23″B 40°23′23″Đ / 9,906389°B 40,389722°Đ   | [ 27 ] |
| Kaddabasa tiếng Amhara: ካድዳባሳ                   |                                  | 75                       | Awash → Abbe                                                                          | Awash                                                                  |                                                                   | Afar                                                                                | 10°11′26″B 40°28′37″Đ / 10,19059°B 40,47707°Đ   | [ 10 ] [ 34 ]                                                                                              |
| Langano tiếng Amhara: ላንጋኖ                      |                                  | 230 hoặc 241             | Hora-Kela → Abijata, lưu vực Zway-Shala                                               | Kersa, Jirma, Konkolata, Gasik, Dalele, Ejersa-Khomba, Gademso, Huluka | Edo-Laki                                                          | Oromia                                                                              | 7°35′46″B 38°45′14″Đ / 7,596°B 38,754°Đ         | [ 6 ] [ 14 ] [ 36 ]                                                                                        |
| Shala tiếng Amhara: ሻላ                          |                                  | 370 hoặc 329             | Zway-Shala                                                                            | Tyllyku-Dedaba, Didjo                                                  | Đảo Bồ nông                                                       | Oromia và Các dân tộc Phương Nam                                                    | 7°29′00″B 38°32′00″Đ / 7,483333°B 38,533333°Đ   | [ 6 ] [ 14 ] [ 37 ]                                                                                        |
| Tana tiếng Amhara: ጣና                           |                                  | 3000—3600                | Nin Xanh → Nin → Đại Tây Dương                                                        | Reb, Gilgel Abay Gumara, Dirma, Magech, Sinsil                         | Dek, Dara, Mitraha, Bata, Gelila Zakarias, Decait-Georgis, Likaba | Amhara                                                                              | 12°00′00″B 37°15′00″Đ / 12°B 37,25°Đ            | [ 40 ] |
| Tinshu Abaya (Abaya nhỏ) tiếng Amhara: ቲንስሁ አባያ |                                  | 12                       | Woja (Sarmadia) → Meki → Zway → Balbula → Abijata, lưu vực Zway-Shala                 |                                                                        |                                                                   | Các dân tộc Phương Nam                                                              | 7°56′00″B 38°21′00″Đ / 7,933333°B 38,35°Đ       | [ 6 ] [ 41 ] [ 37 ]                                                                                        |
| Turkana (Rudolf) tiếng Amhara: ሩዶልፍ             |                                  | 6400—8500                | Lòng chảo nội lục                                                                     | Omo, Turkwell, Natura, Asireti, Tapernavi, Katabui, Manimi (Kalakal)   | Đảo Bắc, Đảo Trung (Kenya), Đảo Nam (Kenya), Nan, Nanet, Ekinyang | Các dân tộc Phương Nam ở Ethiopia (khoảng 100 km²), hạt Turkana và Marsabit ở Kenya | 4°03′00″B 36°01′00″Đ / 4,05°B 36,0167°Đ         | [ 44 ] [ b ]                                                                                               |
| Zway tiếng Amhara: ዝይ                           |                                  | 485 hoặc 442             | Balbula → Abijata, lưu vực Zway-Shala                                                 | Meki Katar                                                             | Galila, Debre-Sina, Tulu-Gudo, Fundiro, Tedecha                   | Oromia                                                                              | 8°00′00″B 38°50′00″Đ / 8°B 38,833333°Đ          | [ 6 ] [ 41 ]                                                                                               |

## Bản đồ phân bố
- Hồ Assale [en], Bakili, Afrera [en] nằm trên cao nguyên Danakil (cũng như hồ Ashenge [en] nằm rìa vùng lõm, chuyển tiếp từ lưu vực Danakil sang lưu vực sông Tekezé thuộc hệ thống sông Nin).
- Hồ Gummare [en], Afambo [en], Adobed [en], Abbe [en], Kaddabasa, Heritale cùng với Hayk [en], Ardibo [en] và Basaka [en] thuộc lưu vực sông Awash.
- Hồ Zway [en], Tinshu Abaya, Abijata [en], Langano [en] và Shala [en] thuộc lưu vực Zway-Shala.
- Boyo, Abaya [en] và Chamo [en] thuộc lưu vực Abaya-Chamo, đôi khi được xếp vào hệ thống Chew Bahir.
- Các lưu vực Zway-Shala, Awasa [en] và Abaya-Chamo (đôi lúc gộp cả Chew Bahir hoặc Chew Bahir và Turkana) nằm trong một lưu vực thoát nước lớn.